# 黄通乡
黄通乡，是中华人民共和国江西省抚州市金溪县下辖的一个乡镇级行政单位。

## 行政区划
黄通乡下辖以下地区：
黄通村、关王村、曾家村、墩厚村、河湾村和高桥村。